# Canthon luctuosus
Canthon luctuosus là một loài bọ cánh cứng trong họ Bọ hung (Scarabaeidae).